# 矢田良太
矢田 良太（やだ りょうた、1989年6月8日 - ）は、日本の元プロボクサー。大阪府枚方市出身。グリーンツダボクシングクラブ所属。かつては尼崎ボクシングジムに所属していた。第54代日本ウェルター級王者。ニックネームは「なにわのターミネーター」。

## 人物
小、中学校時代は枚方リトルシニアの投手で活躍して、樟南高等学校野球部時代は2学年先輩に大和（現・DeNA）がいる。
高校卒業後はサラリーマンになるが、4年後に脱サラしてボクシングを始めた。

## 来歴
2012年4月8日に松下IMPホールで岩永勝利とフェザー級4回戦を戦い、1回1分9秒KO勝ちを収めデビュー戦を白星で飾ったが、同年7月29日に松下IMPホールで御木雅行とフェザー級4回戦を戦い、4回0-3（38－39×2、37－39）の判定負けでプロ初黒星を喫した。
2013年、西日本スーパーフェザー級新人王予選で大里拳と対戦して4回0-3（38－40、36－40×2）の判定負けを喫し、翌2014年はスーパーライト級で西日本新人王予選に出場するも、判定負けを喫している。
2015年9月30日に後楽園ホールで日本ウェルター級7位の糸山良太と69.5キロ契約8回戦を戦い、7回1分24秒TKO勝ちを収めた。なお翌月2日にJBCの発表した最新ランキングで初めてウェルター級日本ランク入りを果たす。
その後3連勝して2016年12月4日に大阪府立体育会館第2競技場で行われた「第10回クラッシュボクシング」にてジェイヤー・インソンとWBOアジア太平洋ウェルター級王座決定戦を行い、7回2分26秒TKO負けを喫してアジア太平洋王座獲得に失敗した。
5か月後の2017年5月26日に後楽園ホールで松永宏信と対戦予定だったが、松永の怪我のため中止になった。同年10月21日、後楽園ホールで開催された「日本タイトル最強挑戦者決定戦」にて尹文鉉とウェルター級8回戦を戦い、8回2-0（77-75×2、76-76）の判定勝ちを収めて日本タイトルへの挑戦権を獲得した。
2018年4月16日に後楽園ホールで行われた「アンタッチャブルファイト27」のメインイベントにて日本ウェルター級王者有川稔男と日本ウェルター級タイトルマッチを行い、8回0分58秒TKO勝ちを収めて日本王座獲得に成功した。なおこの試合で第39回チャンピオンカーニバルの殊勲賞を獲得した
そして同年8月11日に枚方市総合体育館で日本ウェルター級9位の岡本和泰と日本ウェルター級タイトルマッチを行い、7回2分3秒TKO勝ちを収めて日本王座初防衛に成功した。同年12月9日に大阪府立体育会館第二競技場で日本ウェルター級7位の藤中周作と日本ウェルター級タイトルマッチを行い、9回2分37秒TKO勝ちを収めて日本王座2度目の防衛に成功した。
2019年4月21日、大阪府立体育会館第2競技場で日本ウェルター級1位の永野祐樹と対戦し、7回1分9秒TKO負けを喫し2度目の防衛に失敗、王座から陥落した。
2019年8月4日、大阪府立体育会館第2競技場でインドネシアウェルター級王者のロバート・コパ・パルエと対戦し、4回2分22秒KO勝ちを収め、再起に成功した。
2019年12月8日、大阪府立体育会館第二競技場で空位のWBOアジアパシフィックウェルター級王座を懸けてWBOアジアパシフィック同級1位の別府優樹と対戦。ダウンの応酬の末に10回2分11秒TKO負けを喫し、王座獲得に失敗した。
2020年8月9日、枚方市総合体育館で藤井拓也を相手に再起戦を行い、5回2秒TKO勝ちを収めた。
2020年12月27日、大阪府立体育会館第二競技場で行われた「第21回クラッシュボクシング」のメインイベントにて出田裕一とウェルター級8回戦を戦い、8回0-2（76-76、75-77、74-78）で判定負けを喫した。
2021年11月26日、後楽園ホールのメインイベントにて松永宏信と70.4kg契約8回戦を戦い、6回2分49秒でTKO負けを喫し、同日引退した。

## 獲得タイトル
- 2017年度日本ウェルター級最強挑戦者
- 第54代日本ウェルター級王座（防衛2=陥落）

## 戦績
- プロ - 28戦20勝8敗0分（17KO）

| 戦           | 日付           | 勝敗 | 時間     | 内容    | 対戦相手                             | 国籍         | 備考                                       |
| ------------ | -------------- | ---- | -------- | ------- | ------------------------------------ | ------------ | ------------------------------------------ |
| 1            | 2012年4月8日   | 勝利 | 1R 1:09  | KO      | 岩永勝利(神拳阪神)                   | 日本         | プロデビュー戦                             |
| 2            | 2012年7月29日  | 敗北 | 4R       | 判定0-3 | 御木雅行（京拳）                     | 日本         |                                            |
| 3            | 2012年11月23日 | 勝利 | 1R 1:48  | KO      | 橋本拓也（ワイルドビート）           | 日本         |                                            |
| 4            | 2013年4月14日  | 敗北 | 4R       | 判定0-3 | 大里拳(大鵬)                         | 日本         | 2013年度西日本スーパーフェザー級新人王予選 |
| 5            | 2013年12月8日  | 勝利 | 4R       | 判定3-0 | 影山徹（倉敷守安）                   | 日本         |                                            |
| 6            | 2014年4月13日  | 敗北 | 4R       | 判定0-3 | 福山一磨(森岡)                       | 日本         | 2014年度西日本スーパーライト級新人王予選   |
| 7            | 2014年5月25日  | 勝利 | 2R 2:48  | TKO     | 森定哲也 (鈴鹿ニイミ)                | 日本         |                                            |
| 8            | 2014年8月3日   | 勝利 | 3R 2:28  | KO      | 森本貴之(SFマキ)                     | 日本         |                                            |
| 9            | 2014年12月27日 | 勝利 | 6R       | 判定2-0 | 丸岡裕太(尼崎亀谷)                   | 日本         |                                            |
| 10           | 2015年5月9日   | 勝利 | 1R 2:45  | KO      | ティーラポン・シットサイトーン       | タイ         |                                            |
| 11           | 2015年8月2日   | 勝利 | 4R 2:50  | TKO     | 曽我部マルコス (松田)                | 日本         |                                            |
| 12           | 2015年9月30日  | 勝利 | 7R 1:23  | TKO     | 糸山良太（角海老宝石）               | 日本         |                                            |
| 13           | 2015年12月5日  | 勝利 | 1R 2:54  | KO      | 相川将太（HKスポーツ）               | 日本         |                                            |
| 14           | 2016年4月3日   | 勝利 | 7R 1:06  | KO      | 川崎真琴（RK蒲田）                   | 日本         |                                            |
| 15           | 2016年8月7日   | 勝利 | 3R 2:51  | TKO     | カエオモーラコット・サックアヌムオー | タイ         |                                            |
| 16           | 2016年12月4日  | 敗北 | 7R 2:26  | TKO     | ジェイアー・インソン                 | フィリピン   | WBOアジア太平洋ウェルター級王座決定戦      |
| 17           | 2017年6月4日   | 勝利 | 2R 0:45  | KO      | ウィーラワット・シットサイトーン     | タイ         |                                            |
| 18           | 2017年8月11日  | 勝利 | 2R 1:39  | KO      | デンヤーソー・シットクルーマック     | タイ         |                                            |
| 19           | 2017年10月21日 | 勝利 | 8R       | 判定2-0 | 尹文鉉（ドリーム）                   | 日本         | 2017年度日本ウェルター級最強挑戦者決定戦   |
| 20           | 2018年4月16日  | 勝利 | 8R 0:58  | TKO     | 有川稔男（川島）                     | 日本         | 日本ウェルター級タイトルマッチ             |
| 21           | 2018年8月11日  | 勝利 | 7R 1:37  | TKO     | 岡本和泰（奈良）                     | 日本         | 日本王座防衛1                              |
| 22           | 2018年12月9日  | 勝利 | 9R 2:37  | TKO     | 藤中周作（金子）                     | 日本         | 日本王座防衛2                              |
| 23           | 2019年4月21日  | 敗北 | 7R 1:09  | TKO     | 永野祐樹（帝拳）                     | 日本         | 日本王座陥落                               |
| 24           | 2019年8月4日   | 勝利 | 4R 2:22  | KO      | ロバート・コパ・パルエ               | インドネシア |                                            |
| 25           | 2019年12月8日  | 敗北 | 10R 2:11 | TKO     | 別府優樹(久留米櫛間&別府優樹)        | 日本         | WBOアジア太平洋ウェルター級王座決定戦      |
| 26           | 2020年8月9日   | 勝利 | 5R 0:02  | TKO     | 藤井拓也（三迫）                     | 日本         |                                            |
| 27           | 2020年12月27日 | 敗北 | 8R       | 判定0-2 | 出田裕一（三迫）                     | 日本         |                                            |
| 28           | 2021年11月26日 | 敗北 | 6R 2:49  | TKO     | 松永宏信（横浜光）                   | 日本         |                                            |
| テンプレート |                |      |          |         |                                      |              |                                            |